# Gilbern Genie

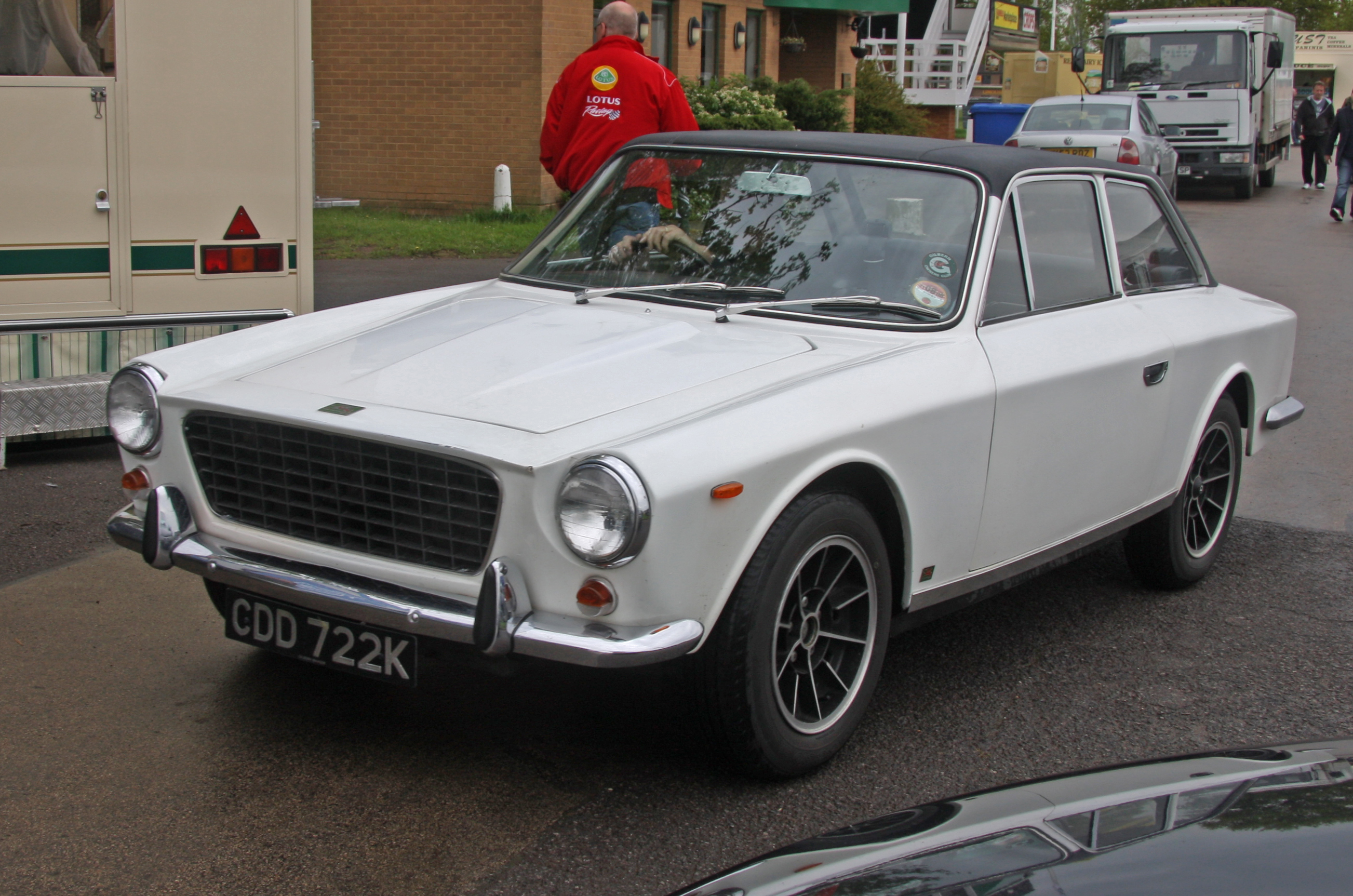
Gilbern Genie

Der Gilbern Genie war das zweite Pkw-Modell des britischen Herstellers Gilbern.

## Beschreibung
Das Modell wurde 1966 auf der London Motor Show vorgestellt. Es besaß einen 2,5-Liter-V6-Motor oder einen 3,0-Liter-V6-Motor von Ford. Von Ford stammte auch das Vierganggetriebe, das auf Wunsch mit Overdrive ausgestattet war. Die Lenkung und die Hinterachse stammten aber wie beim kleineren Modell Gilbern GT noch vom MGB. Die Hinterachsaufhängung war aber im Gegensatz zum MG mit Federbeinen und gezogenen Längslenkern ausgestattet.
Die 2,5-Liter-Version lief 1968 aus. 1969 kostete das fertig montierte Auto ca. £ 2000. In drei Jahren entstanden 197 Stück.
Bei einem Radstand von 2356 mm war das Fahrzeug 4039 mm lang, 1651 mm breit und 1320 mm hoch. Das Leergewicht war mit 1118 kg angegeben.
1969 löste der Gilbern Invader das Modell ab.

## Motoren
| Hersteller | Bauart | Hubraum  | Leistung                 |
| ---------- | ------ | -------- | ------------------------ |
| Ford       | 6 V    | 2495 cm³ | 141 bhp (104 kW)         |
| Ford       | 6 V    | 2994 cm³ | 141–165 bhp (104–121 kW) |